# Helius protumidus
Helius protumidus är en tvåvingeart som beskrevs av Alexander 1978. Helius protumidus ingår i släktet Helius och familjen småharkrankar.
Artens utbredningsområde är Panama. Inga underarter finns listade i Catalogue of Life.